# Lélé (ustensile)
Pour les articles homonymes, voir Lélé.

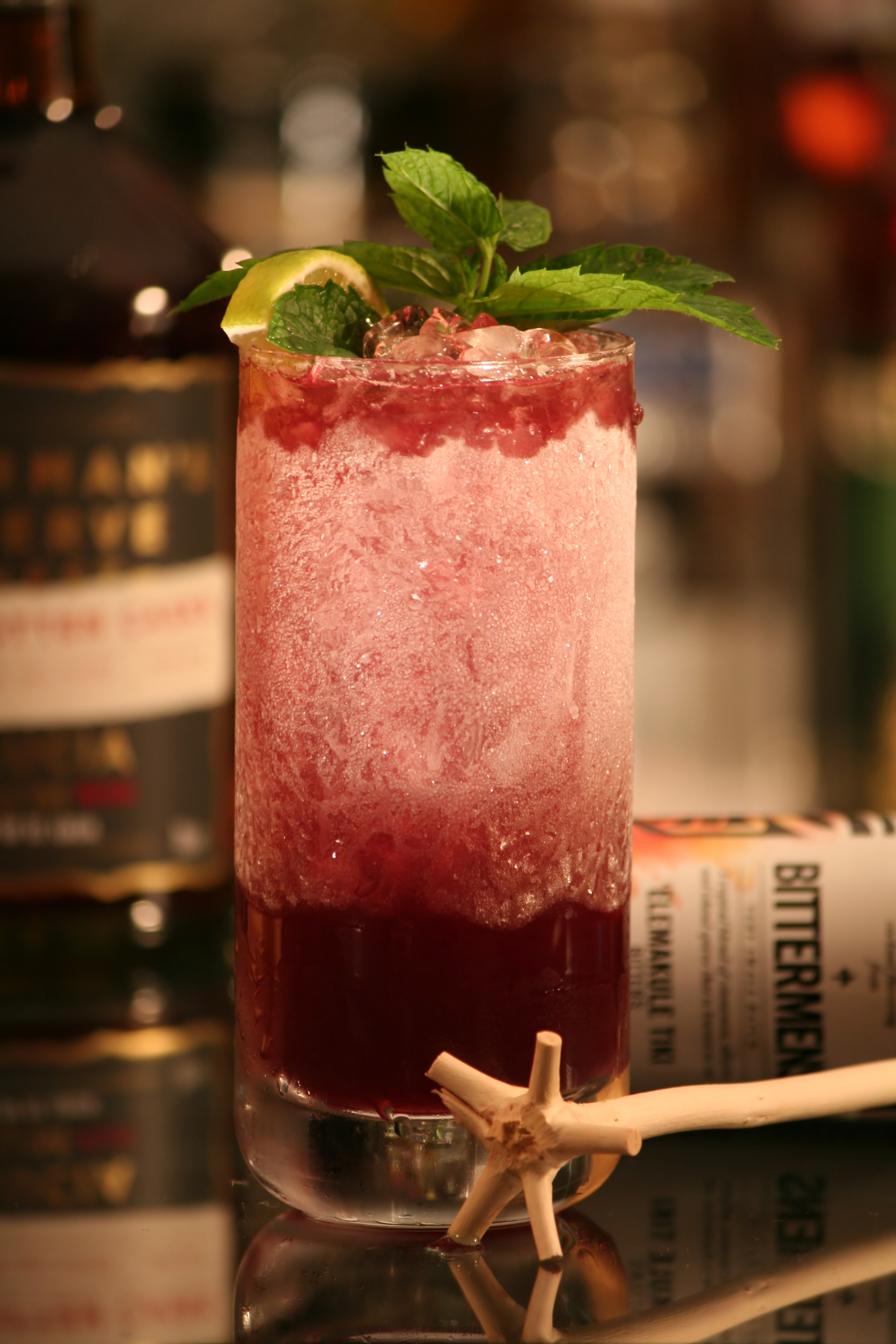
Lélé posé devant un cocktail à base de rhum (Sailors Swizzle).

Un lélé est un rameau verticillé du bois-lélé (Quararibea turbinata, Quararibea spp., Rinorea pubiflora), employé dans les Antilles et en Guyane, pour mélanger les cocktails au rhum, notamment le ti-punch.
On l'appelle également bois lélé, bâton lélé, lele stick ou swizzle stick.
Quararibea turbinata est un petit arbre devenant rare en Martinique car surexploité pour la fabrication des lélés.